# Stadtkurs

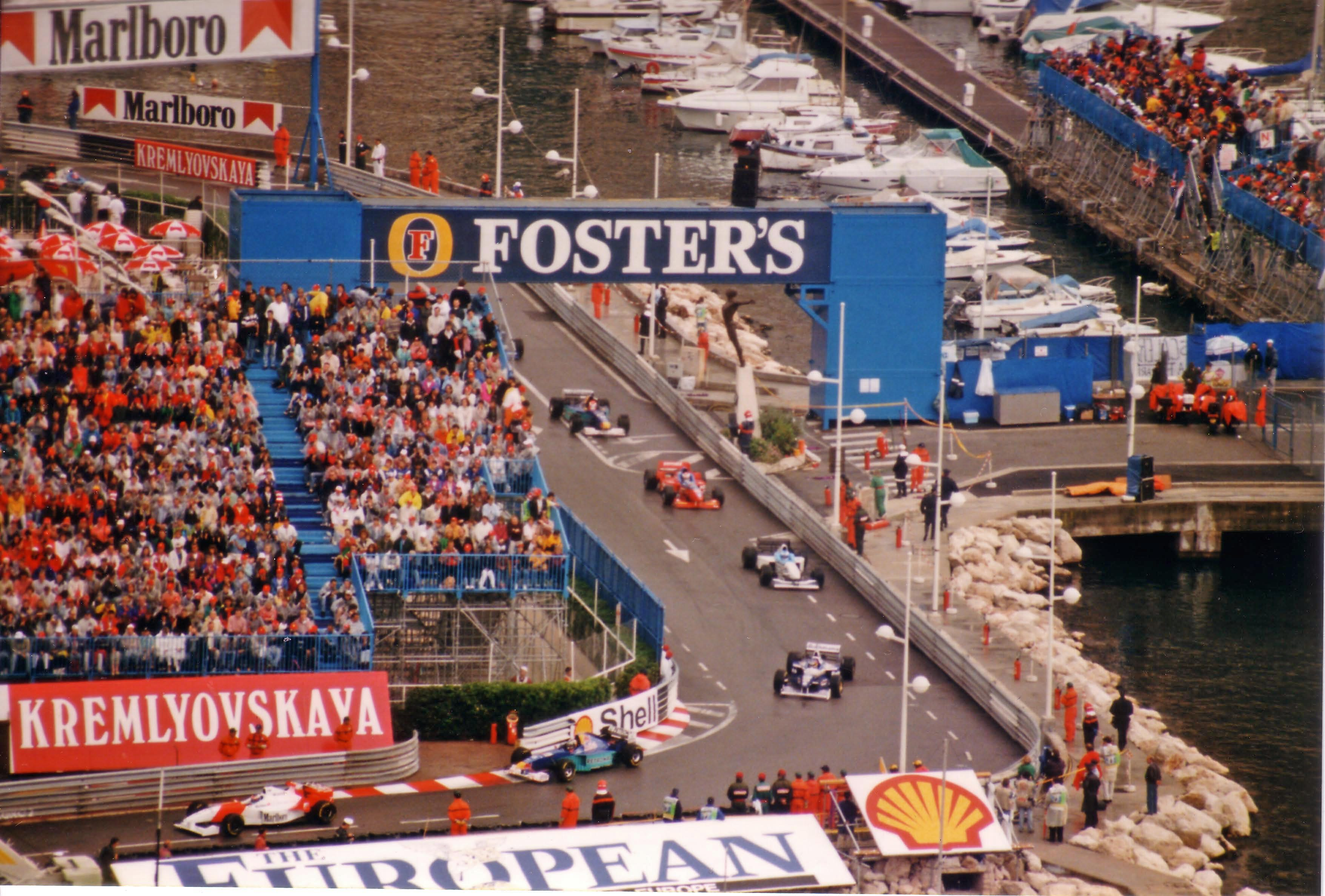
Temporäre Tribüne des Circuit de Monaco

Unter einem Stadtkurs versteht man eine zumeist temporäre Rennstrecke, die nur für vereinzelte Motorsportveranstaltungen auf öffentlichen Straßen im urbanen Bereich einer Stadt oder einer Gemeinde eingerichtet wird. Dazu werden die betroffenen Straßen für den Verkehr geschlossen und die Strecke mit Zäunen, Leitplanken und Betonmauern für Motorsport-, Radsport- oder Laufveranstaltungen abgesperrt. Auch die Gebäude für die Rennleitung sowie die Zuschauertribünen werden oftmals nur für die Veranstaltung aufgebaut und danach wieder entfernt, was die Veranstaltungen auf Stadtkursen deutlich kostenintensiver und logistisch aufwendiger gestaltet wie Rennen auf permanenten Rennstrecken. Da die Streckenoberfläche ursprünglich für normale Geschwindigkeiten ausgelegt ist, empfinden Rennfahrer Stadtkurse oft als holprig und griffig. Wegen eingeschränkter oder nicht vorhandener Auslaufzonen sind Rennen auf Stadtkursen zumeist mit höherem Risiko für die teilnehmenden Teams und Fahrer behaftet, da Fahrfehler schneller zu Schäden oder Unfällen führen als bei den speziell angelegten Straßenkurs-Rennstrecken mit ihren breiteren Auslaufzonen.
Die meisten Stadtkurse wurden auf längst bestehenden Straßen eingerichtet. Es gibt aber auch Kurse, die in Stadtgebieten neu geplant und angelegt wurden. In der Folge hat man sie, zumindest teilweise, für den öffentlichen Verkehr freigegeben, wie zum Beispiel den Circuit Gilles-Villeneuve in Montreal.

## Beispiele

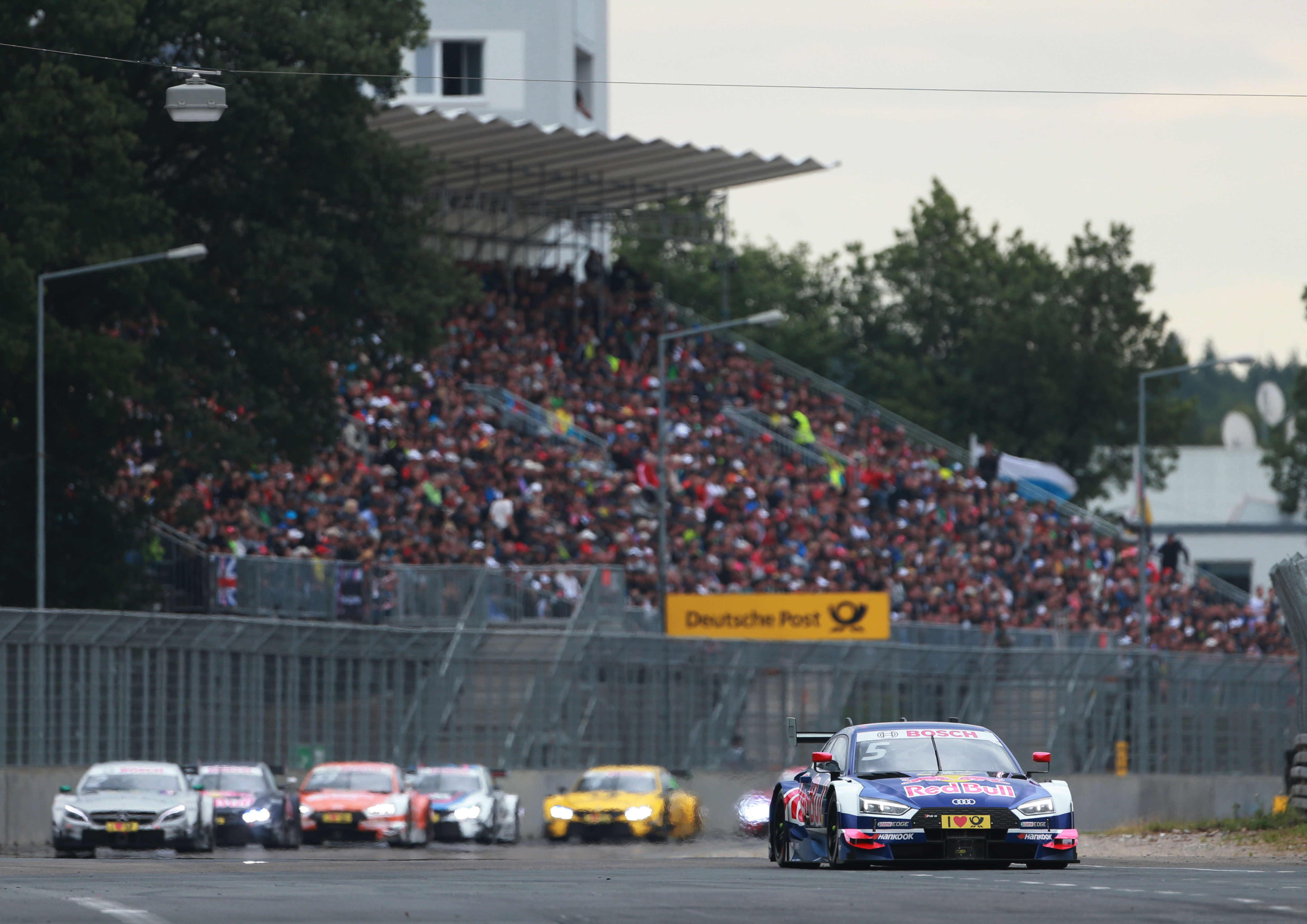
Norisring in Nürnberg beim DTM-Rennen 2017

In Deutschland wird von den zahlreichen vor und nach dem Zweiten Weltkrieg genutzten Stadtkursen lediglich der Norisring in Nürnberg noch regelmäßig für aktuelle Rennveranstaltungen wie die DTM genutzt. Daneben gibt es einige wenige ehemalige Stadtkurse, auf denen abseits des Rennsports noch historische Motorsportveranstaltungen abgehalten werden, wie den Schottenring im hessischen Vogelsbergkreis.
In der Schweiz und in Österreich sind das Gros der Stadtkurse wie der Circuit des Nations oder der Ennstalring schon in den 50er Jahren nach dem Unfall beim 24-Stunden-Rennen von Le Mans 1955 aus Sicherheitsgründen geschlossen worden. 
In der Formel 1 finden neben dem Traditionsrennen auf dem seit 1929 genutzten Circuit de Monaco, der damit der älteste noch benutzte Stadtkurs im Motorsport ist, auch die Rennen in Las Vegas, Miami und Baku auf Stadtkursen statt. Ein spezieller Fall ist der Jeddah Corniche Circuit in Saudi-Arabien, bei dem es sich um eine permanente Rennstrecke im urbanen Bereich handelt und der damit kein temporärer Stadtkurs im eigentlichen Sinne ist.